# Anisodes misella
Anisodes misella là một loài bướm đêm trong họ Geometridae.